# Funeral Parade of Roses
Funeral Parade of Roses (薔薇の葬列, Bara no Sōretsu) és una pel·lícula dramàtica japonesa de 1969 dirigida i escrita per Toshio Matsumoto, adaptada vagament d'Èdip Rei i ambientada a la cultura gai underground de Tòquio dels anys seixanta. Protagonitzada per Peter, un jove transgènere, compta amb Osamu Ogasawara, Yoshio Tsuchiya i Emiko Azuma. Producte de la New Wave japonesa, la pel·lícula combina elements de cine art, cinema documental i experimental i es creu que va influir en l’adaptació cinematogràfica de Stanley Kubrick de la novel·la A Clockwork Orange (1971) d’Anthony Burgess
El títol és un joc de paraules, ja que "rose" (bara) en japonès pot tenir un significat similar a " pansy " en argot anglès.
La pel·lícula va ser estrenada per ATG (Art Theatre Guild) el 13 de setembre de 1969 al Japó; tanmateix, no va rebre un llançament als Estats Units fins al 29 d'octubre de 1970. La pel·lícula anterior de Matsumoto For My Crushed Right Eye conté algunes de les mateixes imatges i es podria interpretar com un tràiler de Funeral Parade. El juny de 2017, va rebre una restauració en 4K i una reedició als cinemes limitada.

## Argument
La pel·lícula segueix les proves i tribulacions d'Eddie i d'altres dones transgènere a Tòquio. La trama principal salta contínuament al voltant de la línia de temps dels esdeveniments per donar a entendre i amagar el gir principal. La pel·lícula també conté plans d’estil documental entrevistant membres del repartiment sobre la seva sexualitat i identitat de gènere, a més de peces de la pel·lícula d’avantguarda de la creació de Guevara.

## Repartiment
- Peter com a Eddie
- Osamu Ogasawara com a Leda
- Yoshio Tsuchiya com a Gonda
- Emiko Azuma com a mare d'Eddie
- Toyosaburo Uchiyama com a Guevera
- Don Madrid com a Tony
- Koichi Nakamura com a Juju
- Chieko Kobayashi com a Okei
- Shōtarō Akiyama com ell mateix
- Kiyoshi Awazu com ell mateix

## Producció
La pel·lícula es va rodar a Tòquio.